# Liacarus schweizeri
Liacarus schweizeri är en kvalsterart som beskrevs av Forsslund 1963. Liacarus schweizeri ingår i släktet Liacarus och familjen Liacaridae. Inga underarter finns listade i Catalogue of Life.